# Ernst von Bergmann
Pour les articles homonymes, voir Bergmann.
 (avril 2015).
Ernst von Bergmann né à Riga le 16 décembre 1836, et mort à Wiesbaden le 25 mars 1907, est un chirurgien allemand pionnier de l'asepsie chirurgicale.

## Biographie
Ernst Gustav Benjamin von Bergmann naît le 16 décembre 1836 à Riga, actuellement en Lettonie, mais qui à cette époque est dans le gouvernement de Livonie, une division territoriale de l'Empire russe.
Il obtient son doctorat en 1860, à l'université de Dorpat (ville aujourd'hui en Estonie et connue sous son nom estonien de Tartu) et y fait ses études de chirurgie avec Georg von Adelmann (de) (son futur beau-frère) et Georg von Oettingen (de).
Ensuite, de 1871 à 1878, il enseigne comme professeur de chirurgie à Wurtzbourg.
En 1882, il succède au professeur Bernhard von Langenbeck comme professeur de chirurgie à l'université de Berlin. Ses assistants sont Curt Schimmelbusch (de) (1860-1895) et Fritz von Bramann (de).
En 1896 Otto Lilienthal, un pionnier allemand de l'aéronautique sera amené dans sa clinique après une chute de planeur, il y succombera environ 36 heures après son accident. [réf. nécessaire]
Son fils, Gustav von Bergmann (1878-1955) deviendra un spécialiste éminent de médecine interne.

## Œuvres
Ernst von Bergmann est le premier médecin à pratiquer et prescrire l'asepsie du champ opératoire, et ainsi réduire considérablement le nombre d'infections en chirurgie. Il a également utilisé la stérilisation des instruments chirurgicaux et des pansements à la vapeur et démontré sa supériorité sur l'antisepsie chimique.
Il a servi comme médecin militaire dans la guerre austro-prussienne (1866), la guerre franco-prussienne (1870-1871) et la guerre russo-turque (1877-1878), et acquit ainsi une expérience précieuse en ce qui concerne le traitement des soldats blessés. Il était profondément intéressé par l'étiologie et la pathogénèse de maladies associées à des blessures résultant des combats. Son expérience de médecin militaire, lui a fait exprimer la nécessité d'une bonne formation du personnel infirmier ainsi que pour la mise en œuvre d'une modification de procédure de traitement des blessures par balle, en particulier, les blessures impliquant les articulations et le crâne.
Il a également été un pionnier de l'opération de l'hydrocèle, apporté une contribution en vue du développement de la technique pour l'appendicectomie et est crédité de réalisation de la première opération réussie pour le diverticule œsophagien.
Il est l'auteur de nombreux ouvrages médicaux et chirurgicaux, y compris un traité classique sur les traumatismes crâniens, intitulé Die Lehre von Kopfverletzungen (1880) et un livre sur la chirurgie du cerveau, intitulé Die chirurgische Behandlung der Hirnkrankheiten (1888).
Avec Friedrich von Bramann et le médecin anglais Morell Mackenzie (1837-1892), il a soigné Frédéric III d'Allemagne (1831-1888), l'empereur est décédé d'un cancer du larynx malgré l'intervention chirurgicale.
Ernst von Bergmann est mort à Wiesbaden et enterré à l'ancien cimetière de Potsdam. Son nom a été donné à une clinique (Klinikum Ernst von Bergmann Potsdam (de)) et à une caserne de Munich (Ernst-von-Bergmann-Kaserne (de)).

## Dans la culture populaire

### Filmographie

#### Télévision
- 2017 : Matthias Brenner le joue dans Charité.